# 浜詰村
浜詰村（はまづめむら）は、京都府竹野郡にあった村。現在は京丹後市の大字である網野町浜詰・網野町磯・網野町塩江に分かれている。

## 地理
- 日本海
  - 夕日ヶ浦海岸（浜詰海岸）- 「日本の夕陽百選」に選出[1]
  - 五色浜 - 美石が出土し、一条天皇の時代に上東門院に献上されたことにより「御志起浜」の名を賜った[2]。

## 歴史
- 1889年（明治22年）4月1日 - 町村制の施行により、浜詰村・磯村・塩江村によって竹野郡浜詰村が発足。
- 1927年（昭和2年）3月7日 - 北丹後地震発生。家屋倒壊150戸、村内の死者30人。村内各所で熱湯（出典ママ）が噴出[3]。
- 1950年（昭和25年）4月1日 - 浜詰村が網野町・木津村・郷村・島津村と合併し、改めて網野町が発足。同日浜詰村廃止。同町大字浜詰・磯・塩江となる。

## 名所・史跡
- 浜詰遺跡 - 縄文時代の貝塚と集落の遺跡。竪穴建物が復元されている[4]。
- 箱石浜遺跡 - 弥生時代の遺跡で、中国の新時代の貨幣が出土した[5]。
- 大泊古墳群 - 横穴式石室があったとされる3基の古墳。
- 志布比神社 - 式内社。浜詰の村社。
- 福寿院 - 2002年（平成14年）には魚や蟹の供養を行う夕日魚籃観音が建立された。

## ギャラリー

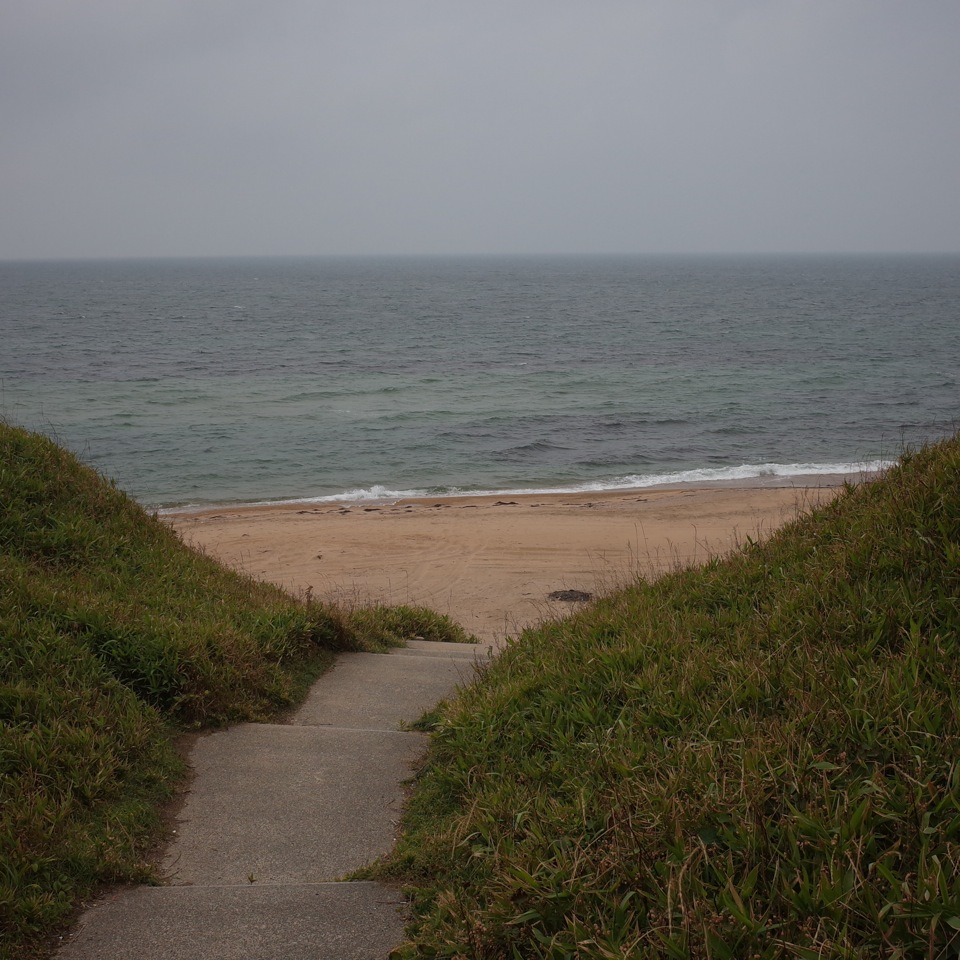
箱石浜
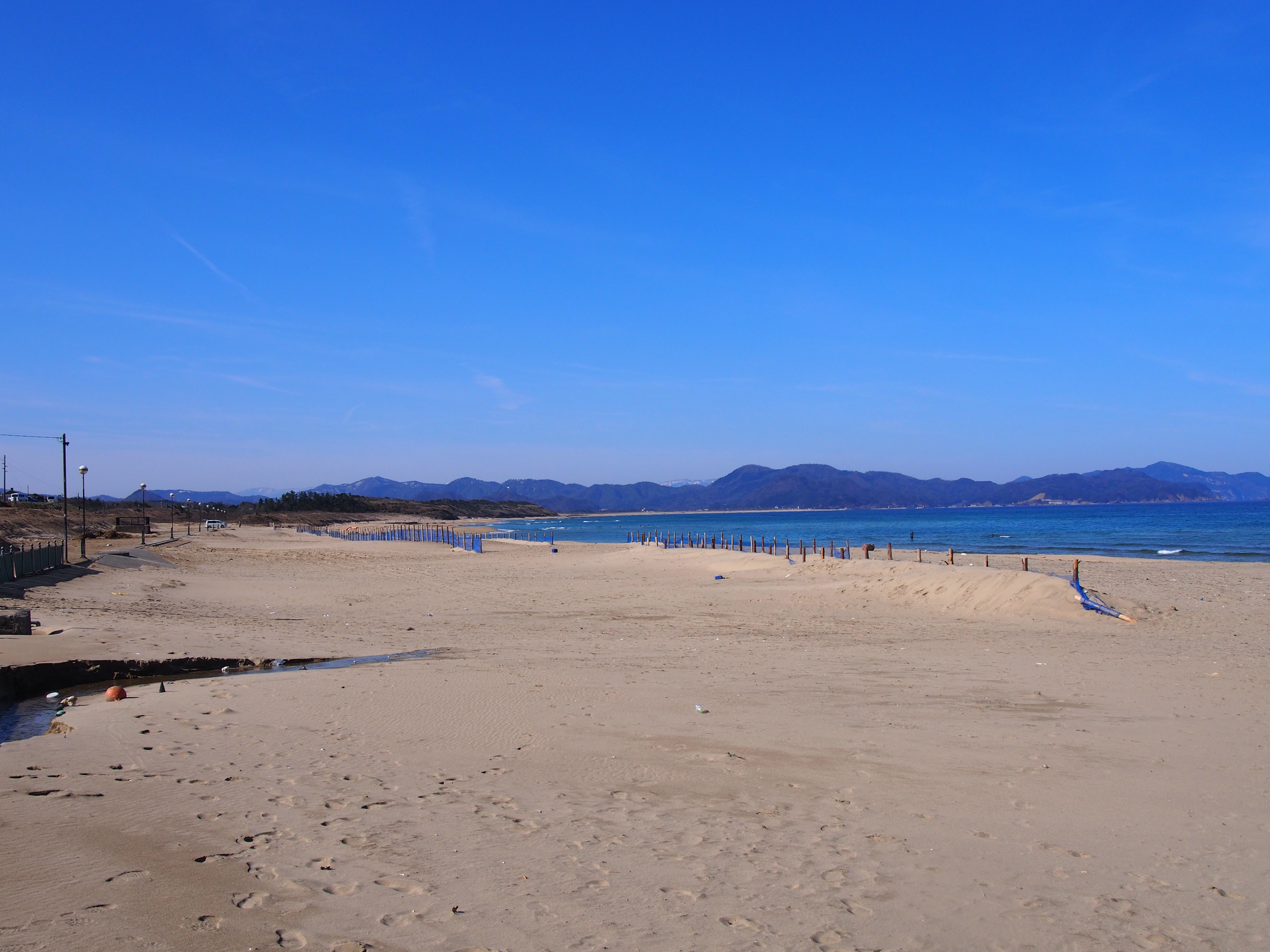
浜詰海岸
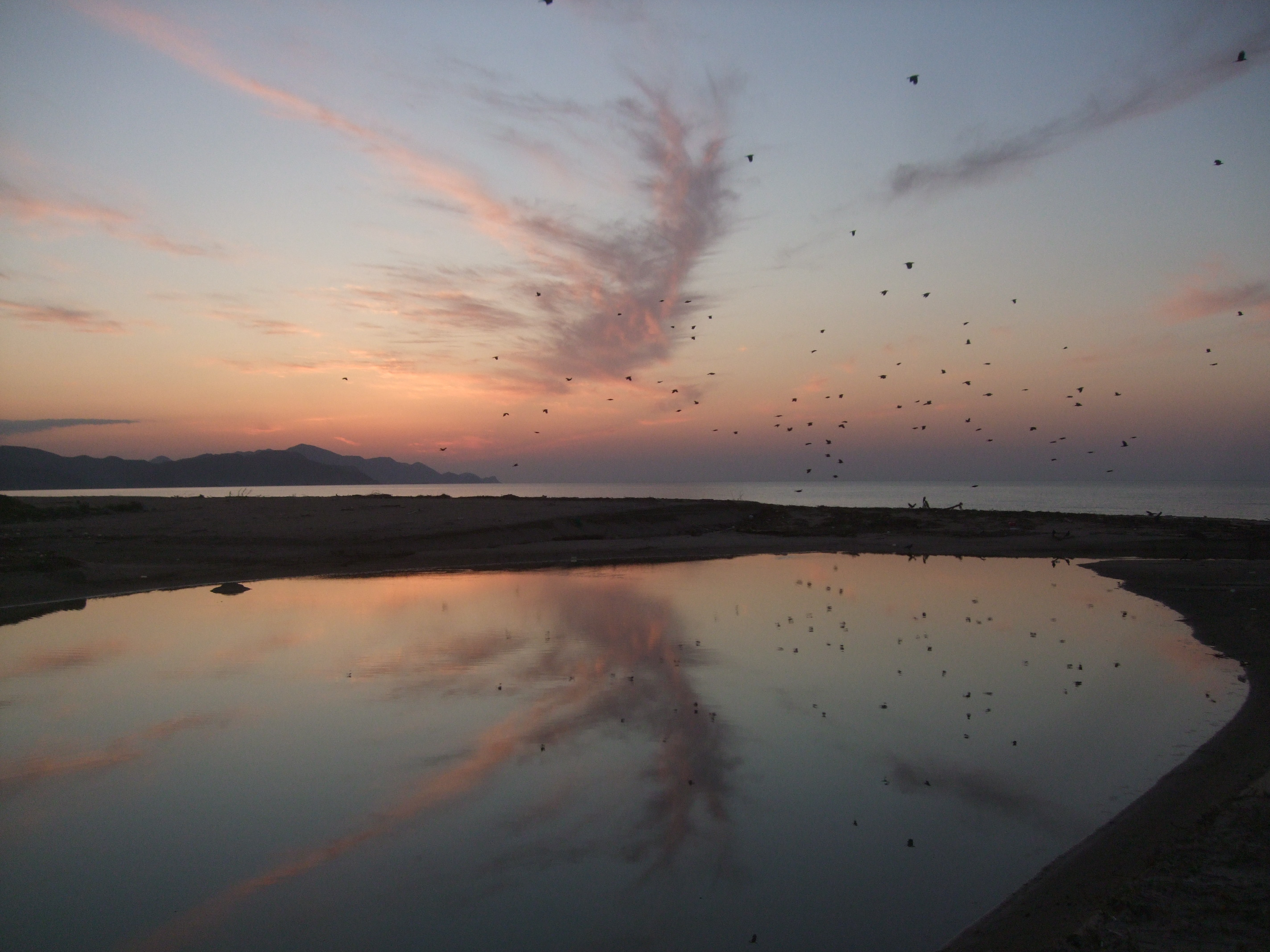
浜詰海岸の夕日